# Boloceroididae
Boloceroididae é uma família de cnidários antozoários da infraordem Boloceroidaria, subordem Nyantheae (Actiniaria).

## Géneros
- Boloceractis Panikkar, 1937
- Boloceroides Carlgren, 1899
- Bunodeopsis Andres, 1881
- Viatrix